# Кёльн (административный округ)
Кёльн (нем. Köln) — один из пяти административных округов (нем. Regierungsbezirk) земли Северный Рейн-Вестфалии в Германии. Он состоит из четырех независимых городов и восьми районов с общим числом 95 районных общин и является одним из самых густонаселенных административных округов в Германии.
Ответственный региональный совет называется Окружным правительством Кёльна и является органом власти земельного уровня в трёхуровневой административной структуре Северного Рейна-Вестфалии. Являясь генеральным представителем правительства земли Северный Рейн-Вестфалия, он контролирует, координирует и реализует процессы в таких областях, как региональное развитие, экономика, социальные вопросы, реагирование на чрезвычайные ситуации, транспорт, окружающая среда и школьная система, а также в других областях.
По сравнению с валовым внутренним продуктом Европейского союза, выраженным в стандартах покупательной способности, административный округ Кельн достиг индекса 131 из среднего значения 100 в 2015 году.
Находится на юго-западе земли. Образован в 1815 году.

## Административное деление
Районы:
- Ахен
- Дюрен
- Ойскирхен
- Хайнсберг
- Обербергиш
- Рейн-Эрфт
- Рейн-Зиг
- Рейниш-Бергиш

Города, приравненные к районам:
- Ахен
- Бонн
- Кёльн
- Леверкузен

## Окружные президенты (губернаторы)
- 1816–1818: Фридрих цу Зольмс-Лаубах[нем.]
- 1818–1825: Людвиг фом Хаген[нем.]
- 1825–1832: Даниэль Хайнрих Делиус[нем.]
- 1832–1834: Франц Хайнрих Госсен[нем.]
- 1834–1838: Карл Фердинанд Руппенталь[нем.]
- 1839–1844: Карл фон Герлах[нем.]
- 1844:–9999 Роберт фон Патов[нем.] (не вступил в должность)
- 1844–1845: Густав фон Бонин[нем.]
- 1845–1848: Карл Отто фон Раумер (Karl Otto von Raumer)
- 1848: Генрих фон Виттгенштайн[нем.]
- 1849–1866: Эдуард фон Мёллер[нем.]
- 1866–1867: Йохан Баптист Биркк[нем.] (представитель)
- 1867–1884: Отто фон Бернут[нем.]
- 1884–1894: Хлодвиг фон Зюдов[нем.]
- 1894–1901: Хуго Самуэль фон Рихтхофен[нем.]
- 1901–1905: Макс фон Балан[нем.]
- 1905–1917: Отто фон Штайнмайстер[нем.]
- 1917–1919: Карл фон Штаркк[нем.]
- 1919–1921: Филипп Бруггер[нем.]
- 1922–1926: Зигмунд Мария граф Адельманн фон Адельманнсфельден[нем.]
- 1926–1933: Ганс Эльфген[нем.]